# Elodina
Elodina es un género  de mariposas de la familia Pieridae. El género contiene unas 30 especies.

## Especies
- Elodina andropis Butler, 1876
- Elodina angulipennis (Lucas, 1852)
- Elodina anticyra (Fruhstorfer, 1910)
- Elodina argypheus Grose-Smith, 1890
- Elodina aruensis Joicey & Talbot, 1922
- Elodina biaka  Joicey & Noakes, 1915
- Elodina claudia De Baar & Hancock, 1993
- Elodina denita Joicey & Talbot, 1916 (o Elodina definita)
- Elodina dispar Röber, 1887
- Elodina effeminata (Fruhstorfer, 1910)
- Elodina egnatia Godart
- Elodina hypatia (C. & R. Felder, 1865)
- Elodina invisiblis Fruhstorfer
- Elodina leefmansi Kalis, 1933
- Elodina namatia Fruhstorfer, 1910
- Elodina padusa (Hewitson, 1853)
- Elodina parthia (Hewitson, 1853)
- Elodina perdita Miskin, 1889
- Elodina primularis Butler, 1882
- Elodina pseudanops Butler, 1882
- Elodina pura Grose-Smith, 1895
- Elodina queenslandica De Baar & Hancock, 1993
- Elodina signata Wallace, 1867
- Elodina sota Eliot, 1956
- Elodina therasia C. & R. Felder, [1865]
- Elodina tongura Tindale, 1923
- Elodina umbratica Grose-Smith, 1889
- Elodina velleda Felder
- Elodina walkeri  Butler, 1898